# Humedal Tibanica
El humedal Tibanica es uno de los diecisiete (17) humedales de la ciudad de Bogotá reconocidos como Reserva Distrital de Humedal (RDH) antes la figura legal era Parque Ecológico Distrital de Humedal (PEDH). Está ubicado entre la localidad de Bosa en la ciudad de Bogotá y el municipio de Soacha, cuenta con una extensión de 28.8 hectáreas y se ubica en una de las zonas más secas de la ciudad, con precipitación entre 550 a 660 mm anuales. 
Este humedal forma parte de la subcuenca del río Tunjuelo y destaca por su notable valor ecosistémico y su singular belleza paisajística, que contrasta con el entorno semiárido del suroccidente del Distrito Capital. Sin embargo, en la actualidad, su estructura y composición natural se ven constantemente afectadas por la presión y expansión urbana de las áreas circundantes.

## Localización
Muy cerca pasa la quebrada Tibanica la cual es la principal fuente de abastecimiento de agua, hoy se encuentra muy contaminado por desechos domésticos e industriales. Proporcionalmente el 90% de su territorio está bajo jurisdicción de Bogotá (localidad de Bosa) y el restante al Municipio de Soacha (una hectárea en la Comuna 3 La Despensa al sur).

### Límites
| Noroeste: Ciudad Verde (Avenida Terreros Conjuntos Manzanilla, Ceiba y Aliso II) | Norte: Bosa La Esperanza y Bosa La Primavera (Calle 78 Sur y Carrera 77I) | Nordeste: Manzanares y La Esperanza Tibanica (Diagonales 73F y G Sur)                |
| Oeste: Carrera 24                                                                |                                                                           | Este: Alameda del Parque (Parque La Tingua Alameda El Porvenir Calle 75 Sur)         |
| Suroeste: Antiguo humedal Potrero Grande (Finca Turflor Avenida Terreros)        | Sur: Barrio La María (Alameda El Porvenir)                                | Sureste: Barrio Los Olivos (Alameda El Porvenir Carrera 24 Soacha/Carrera 77 Bogotá) |

## Flora
Se presentan unos pequeños parches de vegetación de tipo graminoide con predominio neto de enea. El estrato arbustivo está compuesto por árboles nativos de porte bajo, provenientes de plantaciones realizadas en años anteriores y que se encuentran en proceso de desarrollo. Entre las especies más abundantes se encuentran el chilco (baccharis latifolia), el ciro (baccharis bogotensis) y el laurel de cera (morella pubescens). Junto con algunas especies invasoras, como el pasto kikuyo (pennisetum clandestinum). 
Adicionalmente, en este humedal se encuentran comunidades de especies de tipo flotante no enraizadas cubriendo grandes sectores, entre éstas cabe destacar, la lenteja de agua (lemnoideae), el helecho de agua (azolla japonica),  los buchones de agua (eichhornia crassipes'), el junco (schoenoplectus californicus), la enea (typha domingensis) y el barbasco (persicaria hydropiperoides).
| Nombre           | Especie                     | Imagen |
| ---------------- | --------------------------- | ------ |
| Chilco           | Baccharis latifolia         |        |
| Laurel de cerca  | Morella pubescens           |        |
| Pasto kikuyo     | Pennisetum clandestinum     |        |
| Lenteja de agua  | Lemnoideae                  |        |
| Helecho de agua  | Azolla japonica             |        |
| Buchones de agua | Eichhornia crassipes        |        |
| Junco            | Schoenoplectus californicus |        |
| Enea             | Typha domingensis           |        |

## Fauna

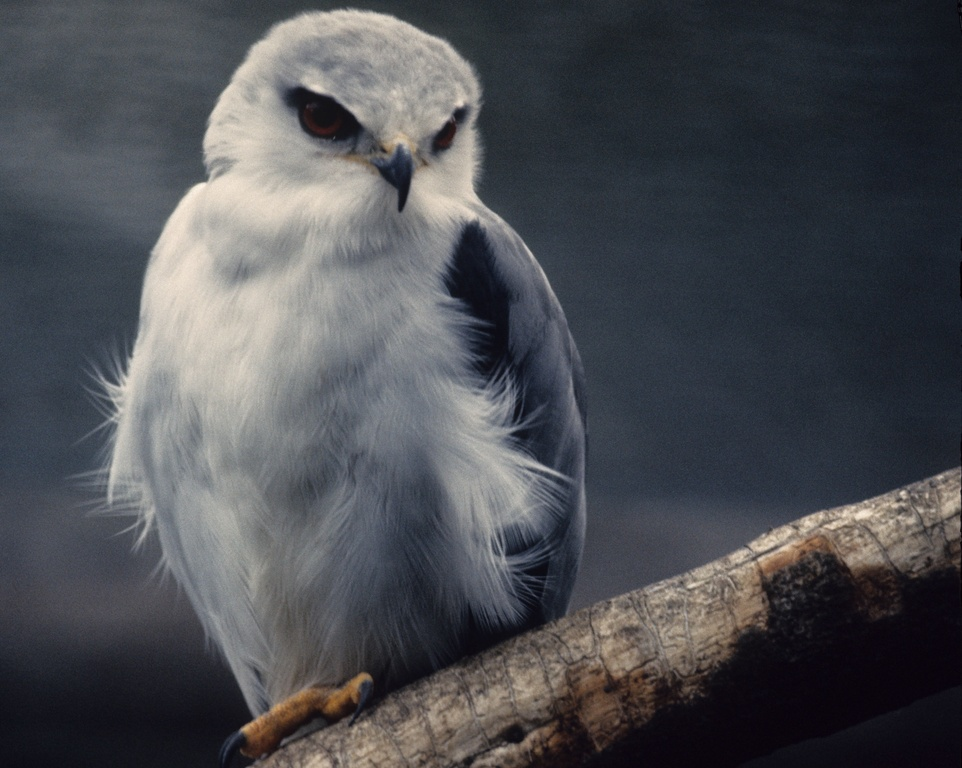
El milano de alas negras (Elanus caeruleus) es de los humedales de Bogotá registrado únicamente en Tibanica.

Se identificaron especies de aves, mamíferos y reptil, entre los mamíferos hasta hace poco tiempo había una buena población de curí (cavia porcellus). Se registra la presencia de monjitas como la monjita bogotana (chrysomus icterocephalus), caicas (gallinago nobilis), tingua piquirroja (gallinula galeata), copetón (zonotrichia capensis) y chorlos playeros (charadrius melodus).
Un segundo sector del humedal posee espejos de agua, donde se destaca la presencia abundante del cucarachero de pantano (cistothorus apolinari) y una buena población de tinguas de pico amarillo (fulica americana), chamones (molothrus bonariensis) y tinguas piquirrojas (gallinula galeata). Aunque en la actualidad estas especies han disminuido su población gracias a las basuras que son arrojadas por uno de sus costados, esto genera que aves migratorias que llegaban a mitad de año ya no visiten este hermoso lugar.
| Nombre                 | Especie                  | Imagen |
| ---------------------- | ------------------------ | ------ |
| Monjita bogotana       | Chrysomus icterocephalus |        |
| Caicas                 | Gallinago nobilis        |        |
| Tingua pico rojo       | Gallinula galeata        |        |
| Copetón                | Zonotrichia capensis     |        |
| Chorlo playero         | Charadrius melodus       |        |
| Cucarachero de pantano | Cistothorus apolinari    |        |
| Tingua pico amarillo   | Fulica americana         |        |
| Chamones               | Molothrus bonariensis    |        |

## Historia
El nombre del Humedal Tibanica proviene de la lengua muisca, el Muyskkubun, y está formado por las palabras Tiba (que significa capitán o señorío), Nikki (que se traduce como puerta o altar) e Ica o Iku (relacionado con el origen del Dios Chiminigagua). Así, Tibanica se interpreta como "El Portal de los Altares". En tiempos precolombinos, el humedal era considerado un lugar sagrado donde se realizaban tributos a las deidades muiscas durante eventos especiales.
El humedal tuvo una declaratoria de alerta amarilla en el 2003 debido a la afectación que se presentaba en el cuerpo de agua causada por diversas problemáticas sociales y ambientales. Fue declarado Parque Ecológico Distrital de Humedal mediante el Decreto 190 de 2004 dentro del Plan de Ordenamiento Territorial donde también se establece el régimen de usos para este ecosistema.
Desde el 10 de noviembre de 2014 se encuentra declarado en alerta naranja por déficit hídrico, declaratoria que fue prolongada hasta diciembre de 2016.

## Problemática ambiental

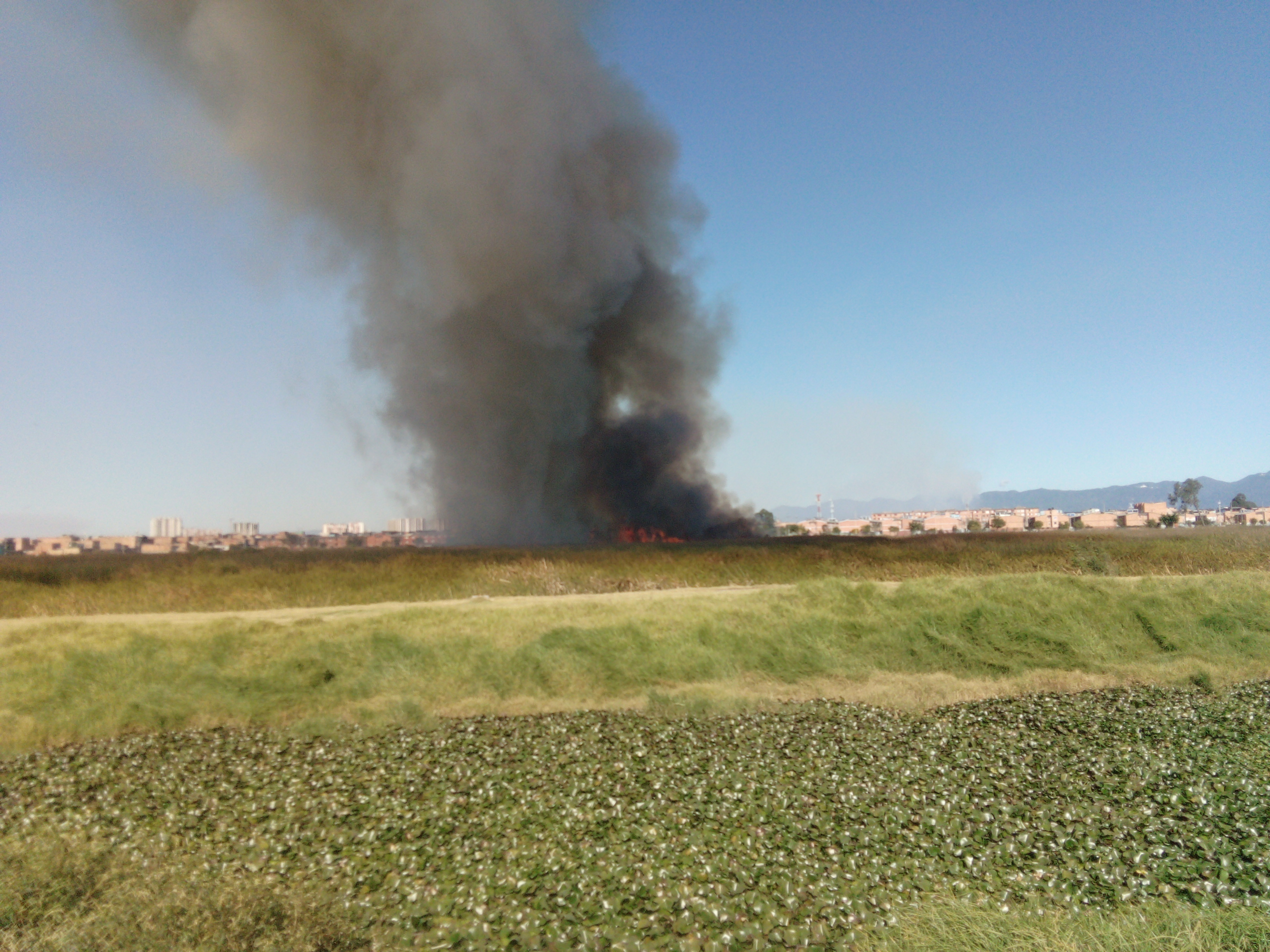
Incendio en el Humedal Tibanica año 2024.

Entre los años 2014 y 2016, el humedal experimentó un proceso de desecamiento significativo y gradual. Se observó la reducción del espejo de agua, la exposición del fondo del humedal, el marchitamiento de la vegetación acuática, y una mayor presencia de plantas terrestres invasoras que desplazaron a la flora nativa en las zonas litorales y acuáticas. Estos cambios han provocado una alteración en la estructura y composición del humedal, junto con una disminución en los hábitats disponibles para la fauna silvestre, la pérdida de especies y un aumento en el riesgo de incendios en el ecosistema.
Es importante tener en cuenta que, aunque los humedales en su estado natural pueden experimentar fluctuaciones en el nivel del agua debido a los ciclos climáticos y las variaciones en las precipitaciones, en el caso de Tibanica se observan factores adicionales que agravan su vulnerabilidad. Entre ellos, se destacan: 1) un proceso de colmatación que reduce las áreas inundables, 2) la invasión de vegetación en zonas previamente inundadas, y 3) las particulares condiciones de un humedal ubicado en una zona de baja precipitación, lo que le confiere características de ecosistema seco. Sumado a que en el sector sur, en límites con el municipio de Soacha, se presentan taludes de relleno donde se asientan algunos barrios ilegales que aún continúan en expansión a merced de áreas del humedal. Estas condiciones lo hacen especialmente susceptible tanto a los cambios climáticos como a las alteraciones provocadas por actividades humanas.
En enero de 2024 las altas temperaturas y el fuerte sol ocasionado por el Fenómeno del Niño ocasionaron un incendio forestal en el Humedal, el evento ocasionó daños en las coberturas vegetales y en la franja acuática del humedal donde las llamas afectaron algunas zonas de las 27 hectáreas de eneas.